# Desaparición de Iraena Asher
Iraena Te Rama Awhina Asher (Auckland, 17 de julio de 1979) era una profesora en prácticas y modelo neozelandesa que desapareció en circunstancias controvertidas en Piha, una playa del oeste de Auckland, el 11 de octubre de 2004.

## Desaparición
Al parecer, Asher pasó un tiempo en casa de un nuevo novio en Piha el 10 de octubre de 2004. A las 21 horas de esa noche, llamó a la policía neozelandesa a través del número de teléfono de emergencias 111, expresando su temor por su seguridad.
Aunque se podría haber dispuesto de un coche patrulla para atender el incidente, la policía decidió llamar a un taxi para que Asher la recogiera. La policía dijo más tarde que a veces la gente obtenía un viaje gratis a casa en un coche de policía después de hacer una falsa llamada de emergencia. Se envió un taxi, pero fue a la calle equivocada en Onehunga, al otro lado de la ciudad de Piha. Más tarde, un matrimonio de la ciudad, Julia Woodhouse y Bobbie Carroll, la encontraron vagando por las calles y la acogieron en su casa durante varias horas. A la 1:10 de la madrugada, salió de su casa y posteriormente fue vista por otras personas, semidesnuda, caminando hacia la playa. Huyó antes de que pudieran acercarse a ella. Fue la última vez que se la vio.
La familia de Asher dijo a la policía que padecía trastorno bipolar.
En mayo de 2005, la familia de Asher celebró una misa en su memoria, en la que dijo a los asistentes que si la policía hubiera respondido adecuadamente a su llamada de emergencia, hoy podría estar viva. Se dijo que sus padres, Betty y Mike Asher, estaban considerando la posibilidad de presentar una demanda contra la policía neozelandesa por motivos no especificados. Mike Asher también desapareció en enero de 2023 y fue encontrado muerto tres días después.

## Investigación
El 17 de julio de 2012 comenzó una investigación sobre su desaparición. La investigación policial sobre su desaparición concluyó que lo más probable es que se ahogara. Durante la investigación, el juez de instrucción criticó a Woodhouse y Carroll por no llamar ellos mismos a la policía. Posteriormente, el Tribunal Superior determinó que la sugerencia de que el hecho de que no llamaran a la policía había contribuido a la muerte de Asher se basaba en especulaciones.